# Dlouhá Ves (Holčovice)
Dlouhá Ves (německy Langendorf) je malá vesnice, část obce Holčovice v okrese Bruntál. Nachází se asi 2 km na jihovýchod od Holčovic.
Dlouhá Ves je také název katastrálního území o rozloze 3,81 km2.

## Vývoj počtu obyvatel
Počet obyvatel Dlouhé Vsi podle sčítání nebo jiných úředních záznamů:
| Rok            | 1869 | 1880 | 1890 | 1900 | 1910 | 1921 | 1930 | 1950 | 1961 | 1970 | 1980 | 1991 | 2001 |
| -------------- | ---- | ---- | ---- | ---- | ---- | ---- | ---- | ---- | ---- | ---- | ---- | ---- | ---- |
| Počet obyvatel | 582  | 514  | 473  | 473  | 411  | 364  | 378  | 12   | 32   | 37   | 7    | 9    | 3    |

1. ↑  z toho: 0 Čechoslováků, 372 Němců; 86 řím. kat., 292 evang.

V Dlouhé Vsi je evidováno 22 adres : 16 čísel popisných (trvalé objekty) a 6 čísel evidenčních (dočasné či rekreační objekty). Při sčítání lidu roku 2001 zde bylo napočteno 15 domů, z toho 2 trvale obydlené.

## Galerie

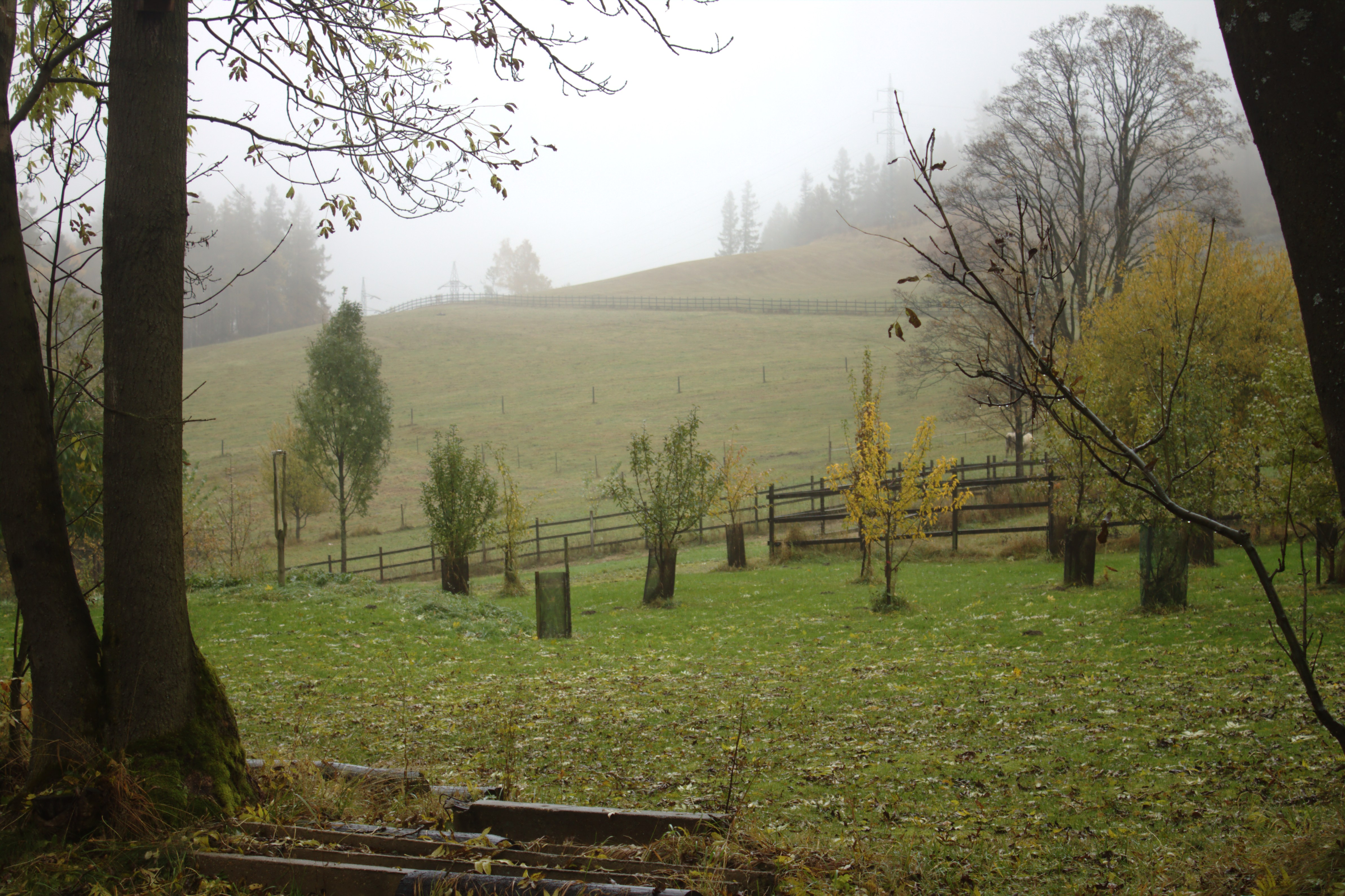
Zahrada a louky
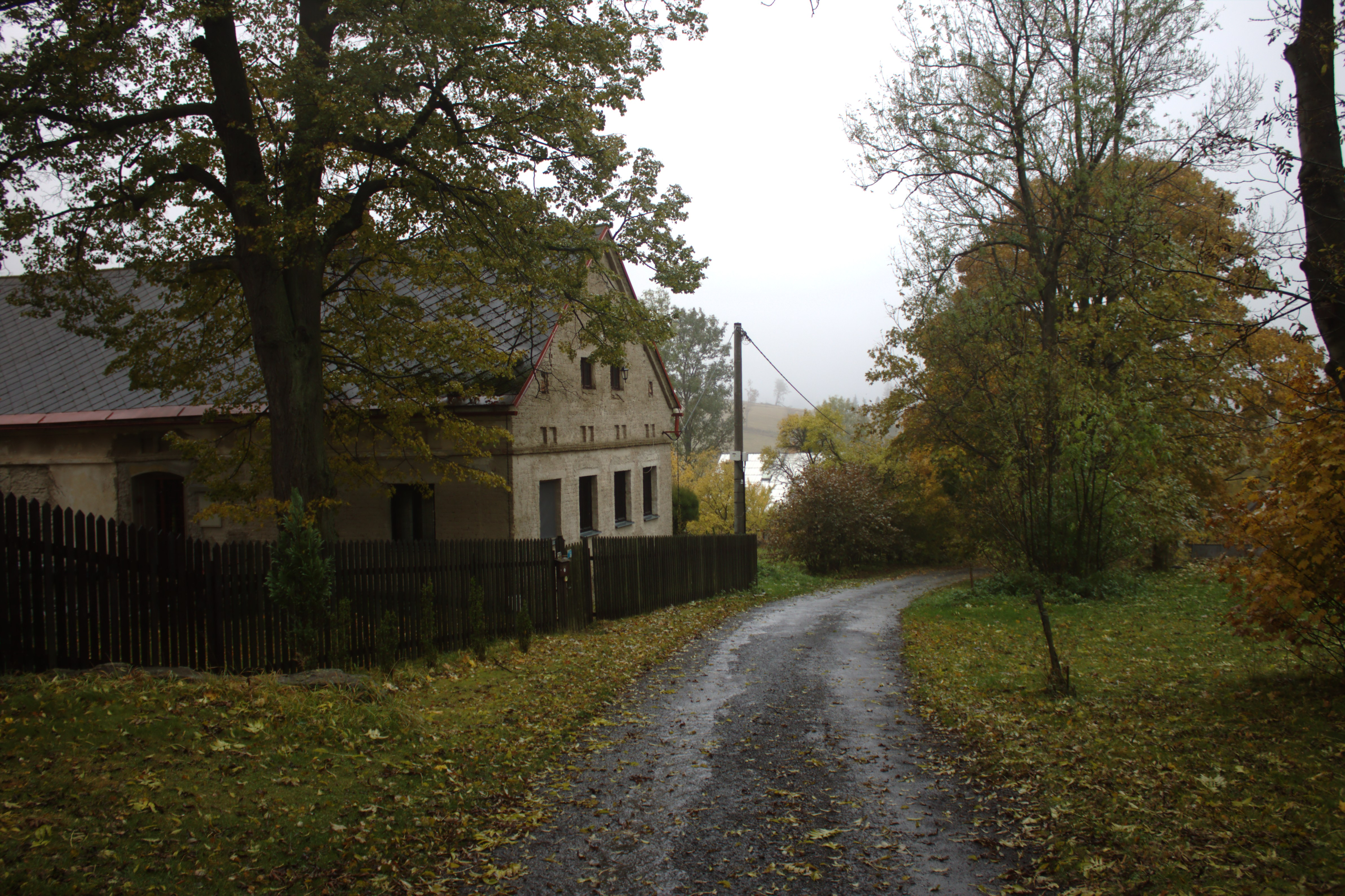
Chalupa u cesty
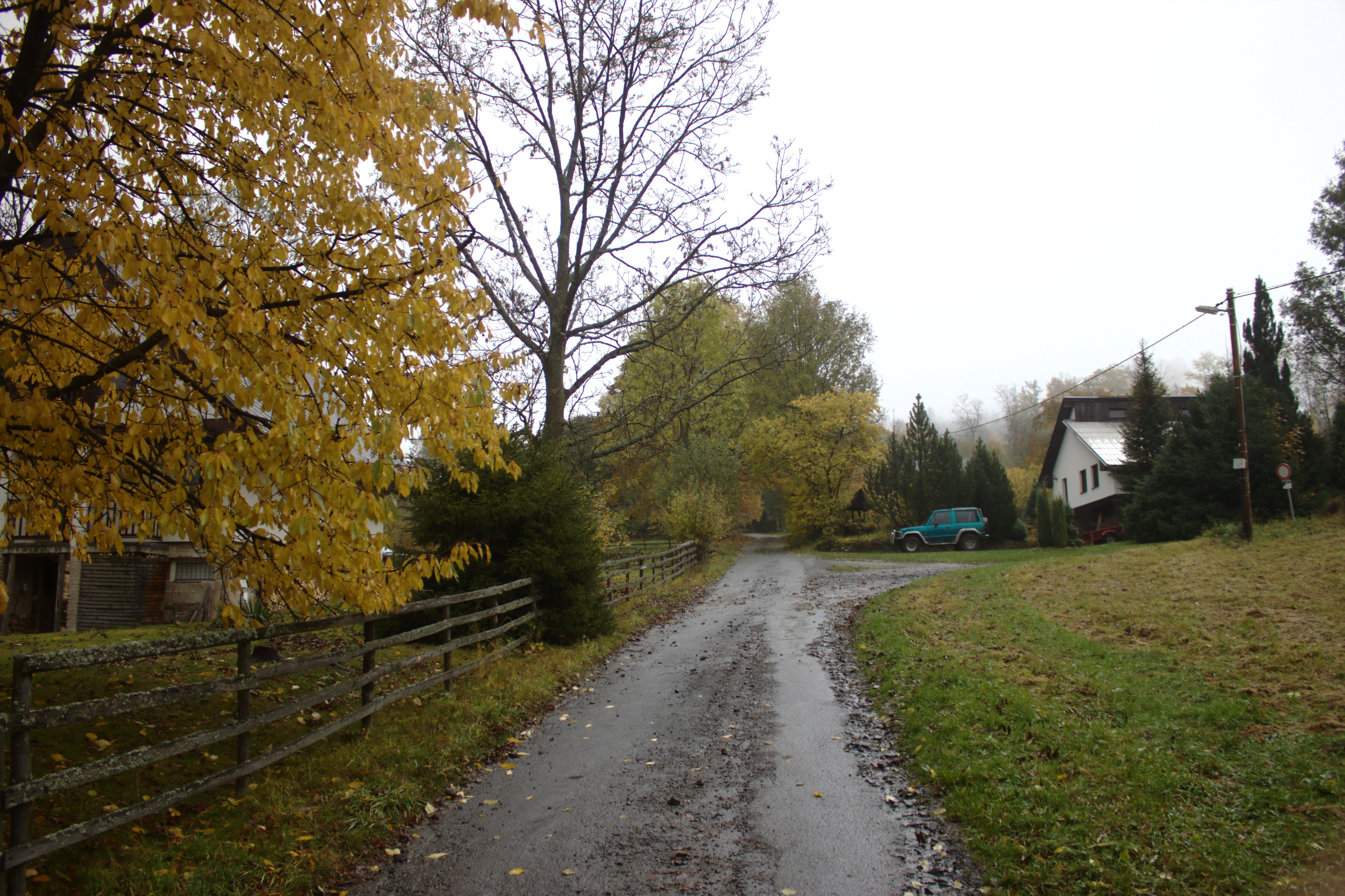
Domy